# Божиме
Божиме (пол. Borzymie, нім. Ehrensee) — село в Польщі, у гміні Хоцень Влоцлавського повіту Куявсько-Поморського воєводства.
Населення — 283 особи (2011).
У 1975-1998 роках село належало до Влоцлавського воєводства.

## Демографія
Демографічна структура станом на 31 березня 2011 року:
|          | Загалом | Допрацездатний вік | Працездатний вік | Постпрацездатний вік |
| -------- | ------- | ------------------ | ---------------- | -------------------- |
| Чоловіки | 148     | 38                 | 96               | 14                   |
| Жінки    | 135     | 22                 | 78               | 35                   |
| Разом    | 283     | 60                 | 174              | 49                   |